# З любов'ю, Саймон
«З любов'ю, Саймон» — драматична стрічка, знята на основі книги Беккі Альберталлі «Саймон і пропаганда Гомо Сапіенс». В центрі сюжету — сімнадцятирічний підліток-гей, який приховує сексуальну орієнтацію від усіх.
Прем'єра стрічки у США відбулася 16 березня 2018 року. В Україні кінодистриб'ютор UFD планув випустити стрічку у широкий прокат 15 березня 2018, але пізніше без пояснення причин стрічка зникла з репертуарного плану прокатника.

## У ролях
| Актор                       | Роль           |
| --------------------------- | -------------- |
| Нік Робінсон                | Саймон Спір    |
| Кетрін Ленгфорд             | Леа Берк       |
| Александра Шипп             | Еббі Сусо      |
| Джордж Лендеборг (молодший) | Нік Айснер     |
| Майлз Гейзер                | Кел Прайс      |
| Кейнан Лонсдейл             | Брем Грінфілд  |
| Логан Міллер                | Мартін Еддісон |
| Дженніфер Гарнер            | Емілі Спір     |
| Джош Демел                  | Джек Спір      |
| Тоні Гейл                   | містер Ворт    |
| Таліта Бейтман              | Нора Спір      |
| Колтон Гайнес               | Кевін          |

## Український Дубляж
- Студія: Постмодерн[5]
- Режисер дубляжу: Людмила Петриченко
- Звукорежисер: Денис Подляський
- Менеджер проекту: Ольга Негієвич
- Студія міксу: Делюкс Медіа (Deluxe Media)

Ролі дублювали:
- Саймон Спір — Андрій Соболєв
- Еббі — Анастасія Жарнікова
- Мартін — Юрій Сосков
- Ліа — Наталія Денисенко
- Нік — Валентин Музиченко
- Джек — Михайло Войчук
- Емілі — Світлана Шекера
- Ворс — Андрій Твердак
- Брем Грінфілд — Олександр Погребняк
- Hopa — Вероніка Лук'яненко
- Лайл — Андрій Федінчик
- Тейлор — Антоніна Якушева
- Кел — Олександр Солодкий
- Олбрайт — Катерина Буцька
- Диктор — Кирило Нікітенко
- Чоловічі епізоди та гуртівка — Сергій Солопай, Дмитро Тварковський, Віталій Ізмалков,
- Жіночі епізоди та гуртівка — Катерина Башкіна-Зленко, Оксана Гринько,

## Сюжет
Саймон Спір зберігає величезну таємницю від своєї родини, своїх друзів і всіх однокласників: він гей. Коли цей секрет опиниться під загрозою, Саймон буде вимушений зіткнутися з усіма і примиритися з самим собою.

## Створення фільму

### Виробництво
Зйомки фільму почались 6 березня 2017 року в Атланті, Джорджія та тривали до середини квітня.

### Знімальна група
- Кінорежисер — Грег Берланті
- Сценаристи — Айзек Аптейкер, Елізабет Бергер
- Кінопродюсери — Марті Бовен, Вік Годфрей, Айзек Клоснер, Кріс Мак-Еван, Поуя Шахбазян
- Кінооператор — Джон Гулесерян
- Кіномонтаж — Геррі Джєрджян
- Композитор — Роб Саймонсен
- Художник-постановник — Аарон Озборн
- Художник по костюмах — Ерік Даман
- Підбір акторів — Деніз Чамян[8].